# V339 Возничего
V339 Возничего (лат. V339 Aurigae) — одиночная переменная звезда в созвездии Возничего на расстоянии (вычисленном из значения параллакса) приблизительно 12598 световых лет (около 3862 парсеков) от Солнца. Видимая звёздная величина звезды — от +15,7m до +14,9m.

## Характеристики
V339 Возничего — красная углеродная пульсирующая медленная неправильная переменная звезда (LB) спектрального класса C. Эффективная температура — около 3304 K.